# Hähnen (Denklingen)
Hähnen  (bei Denklingen) ist ein Ort von insgesamt 106 Ortschaften der Gemeinde Reichshof im nordrhein-westfälischen Regierungsbezirk Köln in Deutschland.

## Lage und Beschreibung
Die nächstgelegenen Zentren sind Gummersbach (29 km nordwestlich), Köln (66 km westlich) und Siegen (49 km südöstlich).

## Geschichte

### Erstnennung
1506 wurde der Ort das erste Mal urkundlich erwähnt: „Bei einem Hörigentausch zwischen Berg und Sayn wird genannt Henges Tochter van den Henen, die bergisch war und jetzt saynisch wird.“
Die Schreibweise der Erstnennung war Henen.
| Bevölkerungsentwicklung | Bevölkerungsentwicklung |
| Jahr                    | Einwohner               |
| ----------------------- | ----------------------- |
| 1991                    | 10                      |
| 2005                    | 11                      |
| 2006                    | 12                      |
| 2008                    | 13                      |
| 2017                    | 11                      |
| 2018                    | 10                      |
| 2019                    | 9                       |